# When the Sun Goes Down
When the Sun Goes Down är det tredje studioalbumet av det amerikanska bandet Selena Gomez & the Scene, utgivet den 28 juni 2011 på Hollywood Records. Albumets första singel, "Who Says", släpptes den 14 mars 2011 och följdes av "Love You Like a Love Song" den 17 juni samma år.

## Bakgrund
Selena Gomez bekräftade albumets titel via sin officiella Facebook-sida den 19 maj 2011. Sångerskan visade även upp albumets omslag. Gomez har i olika intervjuer bekräftat att bland annat sångerskan Britney Spears har varit med och skrivit låten "Whiplash" samt att Katy Perry har gett henne en låt. Gomez har även uttryckt att "My Dilemma" är en av hennes favoriter på albumet. Gomez har varit med och skrivit på två låtar som finns med på albumet, "When the Sun Goes Down" och "Outlaw".

## Singlar
Albumets ledande singel, "Who Says", skrevs av Emanuel Kiriakou och Priscilla Hamilton och producerades av Kiriakou. Låten släpptes den 14 mars 2011 och möttes av positiva recensioner från de flesta kritikerna och fick även beröm för dess tema. Bill Lamb från About.com kallade även bandet "det mest konsekventa Disney-bandet under de senaste åren." Låten bevisade sig bli en succé, med en debut som #24 på Billboard Hot 100. Låten har dessutom sålt 884,000 kopior i endast USA. "Who Says" nådde även #17 i Kanada och #15 i Nya Zeeland, vilket utgjorde låten som bandets högst placerade låt i de länderna. Låten lyckades även topplaceras som topp 50 i Tyskland och Irland. Låten listplacerades även i Storbritannien, Belgien, Australien och Österrike. Den 17 juni släpptes "Love You Like a Love Song", albumets andra officiella singel. Låten debuterade som #72 på Billboard Hot 100 och den officiella musikvideon släpptes den 23 juni 2011.

## Promotion
Som en del av en nedräkning på Itunes släpptes "Bang Bang Bang" den 7 juni 2011 och "Dices" den 14 juni för att marknadsföra albumet. Den 25 juni fanns hela albumet tillgängligt för lyssning via Gomez Youtube-kanal. I samband därmed laddades det även upp videor där hon pratade om vardera låt också.

## Mottagande

### Kritikernas respons
Än så länge har albumet mottagit positiv kritik.  Bill Lamb från About.com kommenterade, "Allt är insvept i smarta pop-melodier, blomstrande electro-pop, och vinnande engagemang i känslor. Det här är röstmässigt Selena Gomez bästa album hittills."

### Kommersiell prestation
When the Sun Goes Down släpptes den 28 juni 2011. Den 4 juli debuterade albumet som #4 på Billboard 200 med 78,000 sålda upplagor den första veckan. Försäljningen klådde bandets tidigare album Kiss & Tell (#9 med 66,000 sålda upplagor) och A Year Without Rain (#4 med 66,000 sålda upplagor), som båda sålde lika många upplagor under sina första  respektive veckor. Det är bandets högsta debut i nummer hittills. I Kanada debuterade albumet som #2 på Canadian Albums Chart med 9,000 sålda upplagor under första veckan.

## Låtlista
Albumets låtlista tillkännagavs den 1 juni 2011 via Gomez hemsida.
| Nr  | Titel                                   | Kompositör                                                      | Producent(er)                | Längd |
| --- | --------------------------------------- | --------------------------------------------------------------- | ---------------------------- | ----- |
| 1.  | Love You Like a Love Song               | Antonina Armato, Tim James, Adam Schmalholz                     | Rock Mafia, Devrim Karaoglu  | 3:08  |
| 2.  | Bang Bang Bang                          | Toby Gad, Meleni Smith, Priscilla Hamilton                      | Gad                          | 3:15  |
| 3.  | Who Says                                | Emanuel Kiriakou, Priscilla Hamilton                            | Kiriakou                     | 3:15  |
| 4.  | We Own the Night (featuring Pixie Lott) | Lott, Gad                                                       | Gad                          | 3:48  |
| 5.  | Hit the Lights                          | Leah Haywood, Daniel James, Tony Nilsson                        | Dreamlab                     | 3:15  |
| 6.  | Whiplash                                | Greg Kurstin, Nicole Morier, Britney Spears                     | Kurstin                      | 3:40  |
| 7.  | When the Sun Goes Down                  | Selena Gomez, Joey Clement, Steve Sulikowski, Stefan Abingdon   | Abingdon                     | 3:16  |
| 8.  | My Dilemma                              | James, Armato, Karaoglu                                         | Rock Mafia, Karaoglu         | 3:10  |
| 9.  | That's More Like It                     | Josh Alexander, Billy Steinberg, Katy Perry                     | Alexander, Steinberg         | 3:09  |
| 10. | Outlaw                                  | Gomez, Armato, James, Thomas Armato Sturges                     | Rock Mafia, Karaoglu         | 3:22  |
| 11. | Middle of Nowhere                       | Espen Lind, Amund Björklund, Sandy Wilhelm, Carmen Michelle Key | Vee                          | 3:27  |
| 12. | Dices (Who Says - Spanish Version)      | Kiriakou, Hamilton, Edgar Cortazar, Mark Portmann               | Kiriakou, Portmann, Cortazar | 3:17  |

| 13. | Fantasma de Amor (Ghost of You - Spanish Version) | Jonas Jeberg, Shelly Peiken, Rasmus Seebach, Cortazar, Ernesto Cortazar, Portmann | 3:24 |
| 14. | A Year Without Rain (Dave Audé Radio Remix)       | Toby Gad, Lindy Robbins                                                           | 4:00 |
| 15. | Who Says (Bimbo Jones Radio Remix)                | Kiriakou, Hamilton                                                                | 2:51 |
| 16. | Who Says (Dave Audé Radio Remix)                  | Kiriakou, Hamilton                                                                | 3:35 |

| 13. | Love You Like a Love Song (Behind the Scenes) |  |  |

| 13. | Who Says (Dave Aude Radio Remix)                  | Kiriakou, Renea                                                        | 3:33 |
| 14. | Round & Round (7th Heaven Radio Mix)              | Kevin Rudolf, Andrew Bolooki, Fefe Dobson, Jeff Halavacs, Jacob Kasher | 3:42 |
| 15. | A Year Without Rain (Fascination Club Radio Edit) | Lindy Robbins, Toby Gad                                                | 3:50 |

| 1. | Who Says (Musikvideo)                  | 3:21 |
| 2. | Love You Like a Love Song (Musikvideo) | 3:41 |

## Listplaceringar
| Lista (2011)                      | Högsta placering |
| --------------------------------- | ---------------- |
| Australien (ARIA Charts)          | 14               |
| Belgien (Flandern)                | 6                |
| Belgien (Vallonien)               | 26               |
| Danmark (Trackslisten)            | 22               |
| Frankrike (SNEP)                  | 47               |
| Grekland (IFPI Greece)            | 39               |
| Irland (Irish Albums Chart)       | 13               |
| Italien (FIMI)                    | 10               |
| Kanada (Canadian Albums Chart)    | 2                |
| Kroatien (Croatian Albums Chart)  | 37               |
| Mexiko (AMPROFON)                 | 6                |
| Norge (VG-lista)                  | 11               |
| Nya Zeeland (RIANZ)               | 8                |
| Polen (OLiS)                      | 14               |
| Portugal (IFPI)                   | 10               |
| Schweiz (Swiss Music Charts)      | 27               |
| Skottland (Scottish Albums Chart) | 15               |
| Spanien (PROMUSICAE)              | 2                |
| Storbritannien (UK Albums Chart)  | 15               |
| Taiwan (Taiwanese Albums Chart)   | 2                |
| Tjeckien (IFPI)                   | 18               |
| Tyskland (Media Control Charts)   | 18               |
| USA (Billboard 200)               | 3                |
| Österrike (Ö3 Austria Top 40)     | 11               |

## Utgivningshistorik
| Land           | Datum           | Format               | Skivbolag       |
| -------------- | --------------- | -------------------- | --------------- |
| Nederländerna  | 24 juni 2011    | CD, Digital download | Universal Music |
| Norge          | 24 juni 2011    | CD, Digital download | Universal Music |
| Schweiz        | 24 juni 2011    | CD, Digital download | Universal Music |
| Tyskland       | 24 juni 2011    | CD, Digital download | Universal Music |
| Österrike      | 24 juni 2011    | CD, Digital download | Universal Music |
| Finland        | 27 juni 2011    | CD, Digital download | Universal Music |
| Mexiko         | 27 juni 2011    | CD, Digital download | Universal Music |
| Portugal       | 27 juni 2011    | CD, Digital download | Universal Music |
| Sverige        | 27 juni 2011    | CD                   | Universal Music |
| Brasilien      | 28 juni 2011    | CD, Digital download | Universal Music |
| Italien        | 28 juni 2011    | CD, Digital download | Universal Music |
| Spanien        | 28 juni 2011    | CD, Digital download | Universal Music |
| USA            | 28 juni 2011    | CD, Digital download | Hollywood       |
| Australien     | 1 juli 2011     | CD, Digital download | Universal Music |
| Nya Zeeland    | 1 juli 2011     | CD, Digital download | Universal Music |
| Frankrike      | 4 juli 2011     | CD, Digital download | Universal Music |
| Storbritannien | 4 juli 2011     | CD, Digital download | Fascination     |
| Sverige        | 19 augusti 2011 | Digital download     | Universal Music |